# Vi (UNIX)
Vi (Visual) és un programa informàtic que entra en la categoria dels editor de texts. Doncs a diferència d'un processador de text no ofereix eines per determinar visualment com quedarà el document imprès. És per això que no té opcions com centrat o justificació de paràgrafs, però permet moure, copiar, eliminar o inserir caràcters amb molta versatilitat. Aquest tipus de programes és sovint emprat per programadors per escriure codi font de programari.
Vi va ser originalment escrit per Bill Joy l'any 1976, prenent recursos de ed i ex, dos editors de text per Unix, que tractaven de crear i editar arxius, d'aquí, la creació de Vi.
Hi ha una versió millorada que es diu Vim, però Vi és un editor de text que es troba en (gairebé) tot sistema de tipus Unix, de manera que conèixer el principis de funcionament de Vi és una salvaguarda davant operacions d'emergència en diversos sistemes operatius.

## Modes
Vi és un editor amb diferents modes d'ús. En la mode d'edició el text que s'inclogui serà agregat al text, en mode de comandes les tecles que oprimeixi poden representar algun comande de Vi. Quan comenci a editar un text estarà en mode comande. Per exemple, la comanda per sortir és : seguit de q i ENTER, amb aquest ordre sortirà si no ha fet canvis a l'arxiu o els canvis ja estan salvats, per sortir ignorant canvis : q! seguit d'ENTER.

## Ordres més comunes
Pot inserir text (passar a manera edició) amb diverses tecles:
I
Insereix text abans del caràcter sobre el qual està el cursor.
A
Insereix text després del caràcter sobre el qual està el cursor.
I
Insereix text al començament de la línia en la qual està el cursor.
A
Insereix text al final de la línia en la qual està el cursor.
, O
Obre espai per a una nova línia després de la línia en la qual està el cursor i permet inserir text en la nova línia.
O
Anàleg a l'anterior, però obre espai en la línia anterior.
ESC
Abandonar la manera d'inclusió de text per tornar a la manera d'ordres, també s'usa per cancel·lar comandes. (Usar en cas de dubte)
Cntl-F
Avançar una pàgina cap endavant
Cntl-B
Avançar una pàgina enrere
Cntl-L
Refrescar la pantalla
G
Cursor al final del fitxer
1G
Cursor al principi del fitxer
$
Cursor al final de la línia
0 (zero)
Cursor al principi de la línia
Dd
Esborra una línia sencera.
Per passar de manera edició a manera d'ordres s'empra la tecla ESC, per desplaçar-se sobre l'arxiu s'empren les tecles j (a baix), k (a dalt), h (esquerra) i l (dreta).
També pot emprar les fletxes si la seva terminal ho permet, Ctrl + U (PgUp), Ctrl + D (PgDn).
Per anar a una línia específica pot escriure el número de la línia seguit de gg o G, per exemple 25G o també pot utilitzar: seguit del nombre de línia i ENTER. Per mostrar el nombre de les línies, es pot executar: set number, i per treure els números: set nonumber. Per anar al final de la línia en la qual està el cursor $, per anar al començament 0. Per arribar a l'inici de l'arxiu1 G o ggi per arribar al final del fitxer G. Per cercar un text:/ text seguit del text que voleu cercar i ENTER. Després pot pressionar n o N per al següent o anterior resultat de la recerca. Després de fer canvis pot salvar amb : w o per salvar i sortir pot emprar ZZ. Per executar una ordre de l'intèrpret d'ordres pot emprar: seguit del comando i ENTER (eg:! ls). Pots teclejar : set all per veure les opcions disponibles.
Una de les utilitats més comunes és l'ús de : wq que correspon a la unió de les opcions guardar (w) i sortir (q), o bé la manera forçat és : q! que surt de Vi sense guardar canvis.
Si es desitja consultar altres ordres, ja sigui de l'editor Vi o de qualsevol altre, pot revisar el manual en línia que té el sistema UNIX, teclejant: $ man ordre, per exemple:man vi